# Andrej Kurtschau
Andrej Kurtschau (belarussisch Андрэй Курчаў; * 23. April 1980 in Minsk, Sowjetunion), auch Andrei Kurtschew (von russisch Андрей Курчев), ist ein ehemaliger belarussischer Handballspieler. Er ist 1,90 m groß.
Kurtschau, der zuletzt für den deutschen Zweitligisten TV Emsdetten spielte und für die belarussische Männer-Handballnationalmannschaft auflief, wurde meist im rechten Rückraum eingesetzt.

## Vereinskarriere
Andrej Kurtschau begann mit dem Handballspiel bei SKA Minsk in seiner Heimatstadt, wo er auch in der ersten belarussischen Liga debütierte. Für die Saison 2000/01 ließ er sich an den deutschen Bundesligisten ThSV Eisenach ausleihen; 2001 ging er endgültig nach Deutschland, allerdings zum VfL Bad Schwartau. Nach dem Konkurs seines Vereins wechselte das ganze Team geschlossen zum neu geschaffenen HSV Hamburg; Im Januar 2003 zog Kurtschau aber weiter zum VfL Pfullingen. Mit Pfullingen stand er meist nur in der unteren Tabellenregion, konnte dort allerdings drei Mal erfolgreich zum Klassenerhalt der Pfullinger in der ersten Bundesliga beitragen. 2005 heuerte Kurtschau beim Aufsteiger 1. SV Concordia Delitzsch an, mit dem er 2006 zwar sofort wieder abstieg, gleichzeitig aber auch zweitbester Torschütze dieser Bundesligasaison wurde und sich bei anderen Vereinen empfahl. So wurde er 2006 von der MT Melsungen unter Vertrag genommen. Dort kam durch Kurtschau aufgrund langwieriger Verletzungen jedoch kaum in Form, sodass er 2008 zur HSG Düsseldorf weiterzog. Mit dem TV Emsdetten gelang ihm 2013 der Aufstieg in die Bundesliga. Am Saisonende beendete er seine Karriere.

## Nationalmannschaft
Andrej Kurtschau hat 75 Länderspiele für die belarussische Handballnationalmannschaft bestritten. Mit Belarus qualifizierte er sich für die Europameisterschaft 2008, wo er auf Deutschland traf.

## Trainer
Im August 2021 schloss er in der Sportschule Hennef die B-/C-Trainer-Kurzausbildung des Deutschen Handballbundes für ehemalige und aktuelle Profis ab. Kurtschau trainierte anfangs Jugendmannschaften beim TV Emsdetten, bei dem er später als Co-Trainer der Herrenmannschaft tätig war. Ab August 2022 trainierte er die A-Jugendmannschaft vom MTV Lübeck, die in der A-Jugend-Bundesliga antritt. Nach der Saison 2023/24 endet sein Engagement beim MTV Lübeck. Nach der Saison 2023/24 verließ Kurtschau den Verein und übernahm den Drittligisten TV Bissendorf-Holte, deren Traineramt er bis zum Saisonende 2024/25 innehatte.